# Trauchgauer Ach
Die Trauchgauer Ach, bzw. Ach im Oberlauf ist ein Bach in Bayern. Sie entsteht in zahlreichen Gräben an der Nordseite der Trauchberge, sammelt deren Zuflüsse und führt diese in einem Tal westwärts in Richtung Trauchgau. Bei Trauchgau mündet die Trauchgauer Ach von rechts in den Halblech.
In der Ach sind Regenbogenforellen, Bachforellen und Äschen zu finden.
Der Bach wurde 1331 als Truchach erstmals urkundlich erwähnt. Der Name leitet sich vom mittelhochdeutschen Wort drūch „Tierfalle“ ab, da der Raum nördlich des Halblechs historisch nur für Jagdzwecke genutzt wurde.